# Amazonides griseofusca
Amazonides griseofusca är en fjärilsart som beskrevs av George Francis Hampson 1913. Amazonides griseofusca ingår i släktet Amazonides och familjen nattflyn. Inga underarter finns listade i Catalogue of Life.